# William Halsall
William Formby Halsall, né en 1841 à Kirkdale et mort en 1919, est un peintre de marine américain.